# Fernando Figueroa
Fernando Figueroa (Ilobasco, 4 de marzo de 1849-San Salvador, 16 de marzo de 1919) fue un militar y gobernante de la República de El Salvador en dos ocasiones, siendo la primera en calidad de Segundo Designado a la Presidencia, desde el 14 de mayo de 1885 al 18 de junio de 1885, y posteriormente como presidente en propiedad de la República, electo para el período comprendido entre el 1 de marzo de 1907 y el 1 de marzo de 1911.

## Vida familiar
El general Figueroa se casó en 1878 con Luz Rodríguez, de cuya relación nacieron: Felipe Figueroa, Héctor Figueroa, Fernando Figueroa, María Luisa Figueroa V. de Castillo, Luz Figueroa viuda de Ávila y Carlota Figueroa.
Nietos del general Figueroa son Fabio Castillo Figueroa —quien fue miembro de la Junta que gobernó El Salvador tras el derrocamiento de José María Lemus—, la pintora Elsa Figueroa Magaña, Fernando Figueroa Magaña, Elizabeth Augusta Figueroa Magaña, Enriqueta Figueroa Magaña, Luz Castillo Figueroa de Paredes, Margoth Castillo Figueroa de Aguilar, María Luisa Castillo Figueroa de González, Ana María Castillo Figueroa de Echeverría, el capitán Fernando Ávila Figueroa, el doctor Alberto Ávila Figueroa, Carmen Ávila Figueroa, Fermina Ávila Figueroa, Ing. Alfredo Ávila Figueroa, Yolanda Figueroa Gutiérrez, Luz Nohemy Figueroa V. de Escobar, Rosa Elizabeth Figueroa Gutiérrez y Fernando Figueroa Gutiérrez.

## Vida política

### Primer mandato

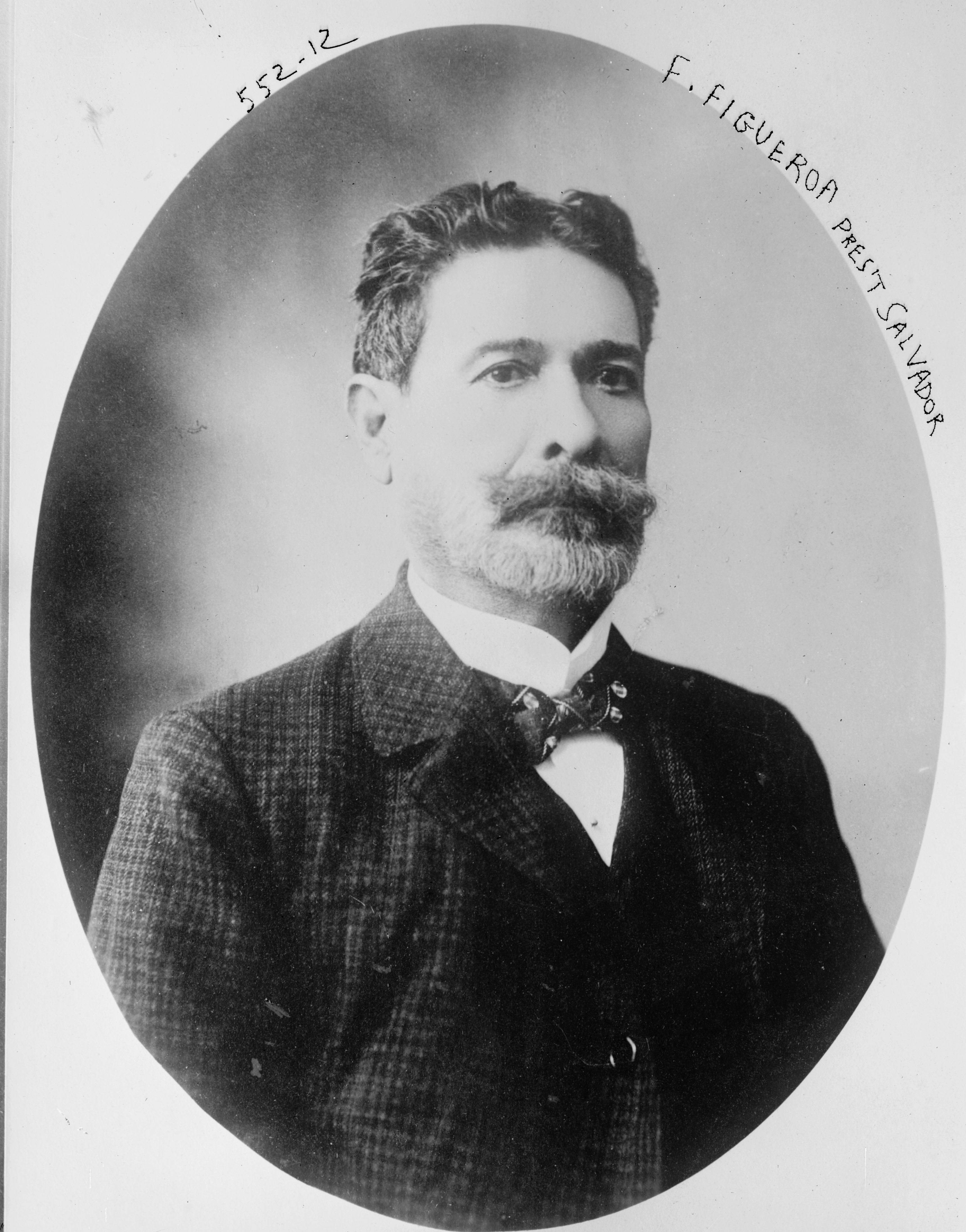
Litografía durante el Primer mandato Del general Fernando Figueroa

Ante el inminente triunfo de la revolución acaudillada por el general Francisco Menéndez, y al no serle aceptada la renuncia por parte de las Cámaras Legislativas, el doctor Rafael Zaldívar por decreto 14 de mayo de 1885 depositó el cargo en la persona del general Fernando Figueroa, que el día anterior había sido nombrado como Segundo Designado a la Presidencia, asumiendo el poder ejecutivo desde ese mismo día; Zaldívar salió del país con rumbo a Europa y tras aceptarle las Cámaras la nueva renuncia, el general Figueroa fue declarado Presidente de la República por decreto legislativo de 20 del mismo mes.
Durante esta corta administración, Figueroa se encargó de seguir combatiendo la revolución acaudillada por el general Menéndez, que a pesar de haberse logrado la renuncia del doctor Zaldívar, continua su lucha en contra de la nueva administración del general Figueroa por considerar que seguiría las huellas de Zaldívar, a pesar de que Figueroa proponía a las Cámaras la convocatoria a elecciones presidenciales.
Agotados los medios de conciliación, y tratando de allanar el camino para la paz, Figueroa depositó el cargo en el senador José Rosales el 18 de junio de 1885.

### Después del primer mandato
Fue nombrado Subsecretario de Estado en los Despachos de Guerra y Marina por la administración del presidente Tomás Regalado el 6 de septiembre de 1900 en lugar del general Jacinto Castro que fue fusilado el siguiente día por los delitos de sedición y rebelión por haberse rebelado en contra del gobierno en el 2 de septiembre e intentar tomar los cuarteles de la capital.

### Segundo mandato

El día de la invasión, General Figueroa pronunció un discurso titulado "Proclama al Pueblo Salvadoreño" en un esfuerzo por conservar la lealtad y la moral de los ciudadanos de El Salvador y del Ejército Salvadoreño. Durante la guerra de 1907

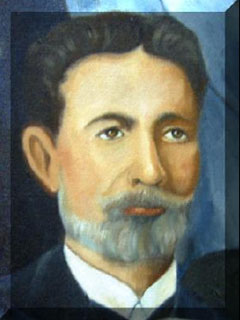
En su política intervencionista en Centroamérica, Zelaya de Nicaragua declaró la guerra a Fernando Figueroa de El Salvador y apoyó al opositor, Prudencio Alfaro. En ataques por mar, se apoderó de los puertos de Acajutla pero en Sonsonate, fue derrotado y la expedición acabó en desastre.

El general Fernando Figueroa resultó elegido por mayoría de votos como presidente de la República para el período 1907-1911, sucediendo a Pedro Escalón en cuya administración se había desempeñado como Secretario de Guerra y Marina, y como su Vicepresidente al doctor Manuel Enrique Araujo.
Al asumir como presidente resume en su persona la calidad de Secretario de Guerra, nombrado además como Secretario de Gobernación, Fomento e Instrucción Pública al doctor Tomás G. Palomo, como Secretario de Relaciones Exteriores, Justicia y Beneficencia al doctor Ramón García González y como Secretario de Hacienda y Crédito Público a Federico Mejía.
Durante este segundo mandato, se amplió la red ferroviaria del país y la red eléctrica.
Cabe mencionar que el general Figueroa fue el último militar que ocupó el solio presidencial hasta el ascenso del general Maximiliano Hernández Martínez en 1931.